# Proneomenia
Proneomenia is een geslacht van wormmollusken uit de  familie van de Proneomeniidae.

## Soorten
- Proneomenia acuminata Wirén, 1892
- Proneomenia bulbosa García-Alvarez, Zamarro & Urgorri, 2009
- Proneomenia custodiens Todt & Kocot, 2014
- Proneomenia desiderata Kowalevsky & Marion, 1887
- Proneomenia epibionta Salvini-Plawen, 1978
- Proneomenia gerlachei Pelseneer, 1901
- Proneomenia hawaiiensis Heath, 1905
- Proneomenia insularis Heath, 1911
- Proneomenia praedatoria Salvini-Plawen, 1978
- Proneomenia sluiteri Hubrecht, 1880
- Proneomenia stillerythrocytica Salvini-Plawen, 1978
- Proneomenia valdiviae Thiele, 1902